# Mathieu Kérékou
Ahmed Mathieu Kérékou (Kouarfa, 2 settembre 1933 – Cotonou, 14 ottobre 2015) è stato un militare e politico beninese.
È stato Presidente del Benin dal 1972 al 1990 ed ancora dal 1996 al 2006.
Nato a Kouarfa nel nord-ovest della regione, suo padre era un Bariba. Dopo gli studi nell'accademia militare nel Mali e in Senegal, Kérékou prestò il servizio militare, ottenendo il grado di maggiore.
Acquistò il potere militare in Benin a seguito di un colpo di Stato il 26 ottobre 1972, dando fine ad un sistema presidenziale a rotazione composto da tre membri: Hubert Maga, Justin Ahomadegbé e Paul-Émile de Souza.
Durante i suoi primi due anni al potere, Kérékou giustificò il suo colpo di Stato con ragioni nazionalistiche. Il 30 novembre 1974 annunciò l'adozione della ideologia marxista-leninista come ideologia di Stato. Un anno dopo il Paese passò dall'antico nome coloniale Dahomey nel nuovo nome di Benin e le banche e le industrie petrolifere vennero nazionalizzate. Il Partito Popolare Rivoluzionario del Benin (PRPB) divenne l'unico partito esistente. Nel 1980 Kérékou venne eletto presidente della Assemblea Nazionale Rivoluzionaria, e si ritirò dall'esercito nel 1987.
Il regime della Repubblica Popolare del Benin ha subito importanti trasformazioni durante la sua esistenza: un breve periodo di nazionalismo (1972-1974), una fase socialista (1974-1982), e una fase di apertura verso i paesi occidentali e il liberalismo economico (1982-1990). Nel 1974, sotto l'influsso dei giovani rivoluzionari, il governo ha intrapreso un programma socialista di nazionalizzazione dei settori strategici dell'economia, la riforma del sistema educativo, la creazione di cooperative agricole e di nuove strutture di governo locale, e una campagna per sradicare le "forze feudali", compreso il tribalismo
Durante la sua carica Mathieu Kérékou è sopravvissuto a diversi attentati, tra i quali l'assalto da parte di forze mercenarie all'aeroporto di Cotonou nel gennaio 1977, nonché a due tentativi di colpo di Stato entrambi nel 1988.
È stato affermato che la scelta dell'ideologia marxista-leninista da parte di Kérékou sia stata dettata da motivi pragmatici, e che egli stesso non fosse affatto di idee radicali. La nuova ideologia gli permise di giustificare però diverse scelte politiche, a partire dalla distinzione del nuovo regime da quelli che lo avevano preceduto.
Ha guidato - assieme all'arcivescovo cattolico Isidore de Souza - la Conferenza nazionale delle forze vive della Nazione nel febbraio 1990, che condurrà il paese alla transizione dal marxismo verso un'economia di libero mercato.